# Gut Spyck
Das Gut Spyck liegt westlich des Lingener Stadtteils Bramsche. Es war im 16. Jahrhundert ursprünglich ein Rittersitz. Heute befindet sich das Gut in Privatbesitz.
Das Gut ist von der Landschaft der Ems und der Großen Aa, unweit des Landschaftsschutzgebietes Aaberge geprägt. Die Landschaft besteht aus Ackern, Wiesen und Mischwald, einem größten zusammenhängenden Waldgebiete des Emslandes.

## Etymologie
Die Schriftweise hat sich in der Zeitfolge von „Spiek“ auf „Spyck“ geändert. In zahlreichen Dokumenten, Karten und Publikationen tauchen unterschiedliche Schriftweisen wie Spi(c)k und Spyk auf.  Erst Ende des 19. Jahrhunderts verfestigte sich  die jetzige Schriftform. 
Es gibt mehrere Theorien über die Herkunft des Namens Spiek:
- ein aus Buschwerk, Erdreich und Rasen bestehender, sumpfiger Landstrich, aufgeworfener Damm
- vom Wort „Specke“, „Spieke“ für eine Knüppelbrücke bzw. für einen Knüppeldamm abgeleitet
- von „Reisig“ und aus diesem hergestellte Übergänge und Bodenbefestigungen am Wasser (See, Fluss) abgeleitet
- Weideplätze, die nicht hochwasserfrei sind, aber doch höher liegen als Marschen und Wiesen.

## Geschichte
Bevor das Gebiet im Laufe des Mittelalters Spyck genannt wurde, hieß es „Kring“, abgeleitet aus dem germanischen Wort crange (= kreisförmig).  Das Gebiet Kring erhielt die Gerichtsbarkeit und das Asylrecht der Herrschaft des Gutes. Die damaligen Höfe und Güter waren eigenhörig, aber nicht eigenständig und damit Teil des Dorfes Bramsche.

### Burg Spiek
Auf dem Gut bei Bramsche soll eine Burg gestanden haben, allerdings sind bis heute keinerlei Aufzeichnungen bzw. Dokumente gefunden worden. Ebenso keine Überreste wie Fundamente einer  Motte oder eines Festen Hauses. Rudolf von Langen (* um 1268) aus dem Geschlecht der „von Langen mit den Rauten“ erscheint hier als Burgmann. Nachgewiesen ist, dass die Familie von Senden zwischen 1412 und 1463 Gutsbesitzer war. Hier taucht der Name Johann von Senden auf. Es wird wohl seine Schwester Aleke Adelheid von Senden gewesen sein, die den Besitz Spiek als Mitgift in die Ehe mit Johann von Marveldt aus der bernhardinischen Familie mitbrachte. Bald geriet man in Konflikt mit dem tecklenburgischen Herrscher Graf Nikolaus, der für seine Ausbeutung und Gewalttaten an den eigenen Untertanen bekannt war. Ihr gemeinsamer Sohn Johann, der zahlreiche Besitzungen im Stift Münster hatte, legte im Jahr 1529 beim Bischof Erich von Münster Protest ein. Im Herbst 1533 kam es zu einem Vergleich, aber erst 1550 wurde Johann von Marveldt als Besitzer des Gutes Spiek offiziell anerkannt, allerdings hatte inzwischen der Besitzer gewechselt.

### Adliges Gut Spiek
1529 verlegte der neue Besitzer Otto von Grothaus zu Kronenburg seinen Sitz am rechten Ufer der Große Aa, ein Nebenfluss der Ems, an eine Spiek. Das Gut führte fortan den Namen Spyck. Durch den Kaisereid wurde die Familie von Grothaus in den Lingener Adel erhoben. Otto war mit Gräfin Anna von Tecklenburg, Tochter von Graf Claus von Tecklenburg, verheiratet. Der Grund für seine Verlegung war der über 30-jährige Frieden zwischen ihm und dem Bistum Osnabrück. Zu jener Zeit war Ritter Otto von Grothaus der Burgherr der Festung Bramsche, die allerdings in den Wirren des Kriegs völlig zerstört worden war. Der Frieden konnte atmen, weil das Dorf in der damals bestehenden selbstständigen Grafschaft Lingen war. Schließlich kam die lange Zeit des Herrscherwechsels zwischen den Oraniern und Spaniern, die sich um die kleine Grafschaft Lingen stritten. Seine beiden Söhne Conrad, genannt „Cord“, und Otto waren die neuen Herren auf Gut Spiek. Cord legte sich  mit verschiedenen Gutsbesitzern im Hochstift Osnabrück an. Schließlich wurde Cord 1591 eine Entschädigung rückwirkend für seinen Vater bezahlt und Cord von Grothaus legte zu Spyck einen Friedeneid ab.
Conrad „Cord“ von Grothaus († 1612) war mit Gela von Beninga zu Grimersum verheiratet.  Sein Epitaph wurde vom Osnabrücker Bildhauer Adam Steenelt angefertigt und ist heute in der St. Gertrudis-Kirche in Bramsche zu besichtigen. Nachfolger als Gutsherr wurde sein Sohn Karl. Im Jahre 1633 waren die Oranier wieder die Besitzer der Grafschaft Lingen und nutzten ihre Herrschaft für zahlreiche Überfälle auf Bürger, Häuser und Güter. 1648 reiste eine Abordnung der Lingener Gutsherren, so auch Karl von Grothaus zu Spyck,  vergeblich zum Prinz Moritz von Oranien nach Groningen, um über die Übergriffe zu klagen.
Noch zu Lebzeiten regelte Karl die Nachfolge: seine Nichte Gertrud von Münster, Tochter seiner Schwester aus der Ehe mit Johann von Münster zu Havighorst und Drenthe, war Gutsherrin nach seinem Tod. Sie war mit Claus Jobst von Langen zu Haselünne und Lehrte vermählte, aus dem Geschlecht der „von Langen mit der Schafschere“, und brachte das Gut Spyck als Mitgift in die Ehe. Somit war Claus Jobst bis zu seinem Tod 1651 neuer Gutsherr.
Sein Sohn, Junker Ernst Engelbert von Langen, trat das Erbe unmittelbar an. Er war mit Elisabeth Maria von Bordewick zu Holthausen vermählt. Nach 51 Jahren starb er und ihr gemeinsamer Sohn Nicolaus Jobst von Langen wurde 1702 Nachfolger. 1700 ehelichte er Maria Gertrud von Ubbena. Nach seinem Tod 1740 erbte ihr Sohn, der münstersche Kapitain Franz Moritz von Langen, der 1772 die Tochter des Gutsbesitzers von Beversundern Janne Sybille von Reusch heiratete, den Besitz, und 1781 erbte nach seinem Tod Sohn Nicolaus Friedrich Joseph Freiherr von Langen den Besitz. Mit dessen Tod 1838 erlosch das Geschlecht der Langen „mit der Schafschere“.
Der unverheiratete und kinderlose letzte Freiherr von Langen vermachte durch testamentarische Verfügung seiner Nichte Marie Sophie alle Güter und auch das Gut Spyck. 1824 heiratete sie den wohlhabenden Lingener Kaufmann Bernhard Alexander Moritz Oosthuys. Als ihr Ehemann 1859  starb, verkaufte sie das Gut an ihren Sohn, den Arzt Johann Heinrich Oosthuys. Er war mit Anna Maria Poppe aus Wildeshausen verheiratet. Bis zu seinem Tod 1899 wirkte Johann als Arzt auf dem Gut Spyck. 
Im Frühjahr 1911 verteilte die Witwe Anna Maria Oosthuys das Gut zu gleichen Teilen an vier ihrer fünf Kinder Paula, Maria, Alma und Otto. Das fünfte Kind Sophie war durch die Ehe mit Bernhard Ignaz Suurmann, der Besitzer des Gutes Suhrhof in Sommeringen (östlich von Bramsche), von der Verteilung nicht betroffen. Die vier genannten Oosthuys-Erben blieben zeitlebens unvermählt und kinderlos. Im Jahre 1938 übertrugen die Geschwister Paula und Maria Oosthuys ihrer Nichte Paula Suurmann, Tochter der Schwester Sophie, das Gut Spyck. Alma und Otto waren zum Zeitpunkt der Übernahme bereits verstorben. Über die weitere Besitzerfolge ist nichts bekannt. Heutiger Besitzer ist die Familie Lohmöller.
Das Gut Spyck hat lange Zeit die Landtagsfähigkeit und das Asylrecht, die Markengerechtigkeit und eine ausgedehnte Jagdgerechtigkeit. Über die genauere Größe des alten Rittersitzes ist bislang nichts bekannt, aber verschiedene Quellen geben 210 Hektar an.

### Die Wassermühle von Spyck
Die einzige Wassermühle auf dem Gut wurde seit ihrer Errichtung im 17. Jahrhundert mehrfach durch Hochwasser der Großen Aa zerstört. 
Als eine neue Wassermühle im Jahr 1829 gebaut wurde, traten innerhalb kurzer Zeit wieder Schäden auf. Grund dafür war der lehmige Boden, worauf die Mühle stand. Das Gebäude wurde 1962 Stein für Stein sorgfältig abgetragen und im Museumsdorf in Cloppenburg aufgestellt.

### Die Konfessionen
Im Jahre 1544 übernahm der Dominikanerpater Hieronymus von Grothaus aus dem Osnabrücker Kloster Natrup seinen Dienst in der St. Gertrudis-Kirche bis zu seinem Ableben 1587 auf. Er wohnte bei seinem Bruder Otto von Grothaus aus dem Haus Kronenburg bei Tecklenburg. 
Durch den Besitzerwechsel als Herrschaft über die Grafschaft Lingen kam es auch zum Zwangswechsel der Konfession. So war unter oranischer Herrschaft die Bevölkerung evangelisch-reformiert, der katholische Glaube wurde verboten. Unter der folgenden katholisch-spanischen Hoheit  wurden die Protestanten unter Vorbehalt geduldet.
1689 ging das Recht die Pfarrstelle zu Bramsche zu besetzen vom Besitzer des Gutes Spyck auf den Osnabrücker Bischof über. 
Anfang 1718 unter neuerlicher Herrschaft der Oranier, mussten alle katholischen Geistlichen ihre Ämter aufgeben. Als Gebetsraum für die Katholiken wurde auf dem Spycker Esch ein einfaches Wohnhaus als Behelfsgotteshaus genutzt. Das inzwischen heruntergekommene Bethaus musste 1806 einem neuen Friedhof  weichen. Lediglich die Spycker Kluse von 1821 erinnert an das provisorische Gotteshaus. In dieser können Besucher den Altar des Bethauses betrachten.
Der aus Frankreich geflüchtete französische Priester Ludwig Franz Rénard bzw. Abbé Rénard war 1794–1798 Hausgeistlicher und Lehrer beim Freiherren von Langen auf dem Gut Spyck. Später wurde er auch vom Gutsbesitzer von Herzford, Baron von Münster, 1810 zum Gottesdienst nach Elbergen bestellt.

## Lage und Gebäude
Inmitten des Gutes befindet sich ein Gutshof, der von einer Gräfte umgeben ist. Das Wasser fließt von der Großen Aa, in die Gräfte. 
Auf dem Gutshof befanden sich außer dem Herrenhaus in Fachwerkbauweise aus dem 16. Jahrhundert noch ein Neben- und ein Wirtschaftsgebäude. Das 1½-stöckige Herrenhaus wurde Mitte der 1960er wegen Baufälligkeit ersatzlos abgerissen. Heute befindet sich an dieser Stelle eine Rasenfläche. Lediglich Neben- und Wirtschaftsgebäude sind erhalten und bewohnt. Die Gräfte befindet sich in einem hervorragenden Zustand.